# Stenosemis
Stenosemis es un género de plantas  pertenecientes a la familia Apiaceae. Comprende 3 especies.

## Taxonomía
El género fue descrito por E.Mey. ex Harv. & Sonder y publicado en Flora Capensis 2: 551.

## Algunas especies
A continuación se brinda un listado de las especies del género Stenosemis descritas hasta julio de 2013, ordenadas alfabéticamente. Para cada una se indica el nombre binomial seguido del autor, abreviado según las convenciones y usos.
- Stenosemis angustifolia E.Mey. ex Sond.
- Stenosemis caffra Sond.
- Stenosemis teretifolia E.Mey. ex Sond.